# ホット・チック
『ホット・チック』（The Hot Chick）は、2002年のアメリカ映画。

## ストーリー
ジェシカ・スペンサーは、弟と恋人（ビリー）がいて、チアリーダー仲間達と今どきな毎日を過ごしていた女子高生。ある日ショッピングモールでアンティークのイヤリングを、店員を騙して手に入れる。そしてジェシカはイヤリングの片方をガソリンスタンドで落としてしまう。ガソリンスタンドに強盗に入ったクライヴ・マックストーンはイヤリングの片方を拾う。翌朝、ジェシカの姿がクライヴに変わっていた。それは大昔アビシニア（現エチオピア）の女王が身につけた変身のイアリングで、二人の人間が片方ずつのイヤリングを手にすると体が入れ替わってしまう呪いがかけられていた。
最初は信じられなかった友人のエイプリルだったが、二人だけの秘密その他で彼（？）がクライヴの姿をしたジェシカだということを信じる。友人たちも含めてその原因を探るがわからないまま、男性としての体を使いこなせないジェシカは、あちこちで変な男性扱いをされるが、ダンスのできるバーでは男性と喧嘩をして勝つ。
ハイスクールに職員として潜り込んだ男性姿のジェシカは、その姿のまま父親の家の芝刈りを続け、バスケットボールなどをして妙な友情を育む。黒魔術にくわしいゴスロリ少女・エデンの真相究明で、どうやらイアリングに秘密があるらしいとジェシカたちは知る。イアリングが見つからないままプロムの日が近づき、ボーイフレンドのビリーは町でジェシカの姿をした中身は男性のクライヴに出会う。
プロムの夜、男性姿のジェシカはエイプリルとキスをし、その後ダンサーズ・バーで踊っていた女性姿のクライヴをつきとめ、自分の体を再び手に入れることになる。

## キャスト
（）内は日本語吹き替え声優
- クライヴ・マックストーン/ジェシカ・スペンサー：ロブ・シュナイダー（堀内賢雄）
- ジェシカ・スペンサー/クライヴ・マックストーン：レイチェル・マクアダムス（井上喜久子）
- エイプリル：アンナ・ファリス（岡村明美）
- ビリー：マシュー・ローレンス（森川智之）
- ヒルデンバーグ：ミーガン・クールマン
- キーシャ・“リンリン”・ジャクソン：マリッツァ・マーレイ（朴璐美）
- エデン：サム・ダミット（落合るみ）
- スタン：ロバート・ダヴィ（福田信昭）
- ジェイク：エリック・クリスチャン・オルセン（竹若拓磨）
- ビアンカ：マリア・エレーナ・ラス（岡寛恵）
- リチャード（リッチー）・スペンサー（ジェシカの父）：マイケル・オキーフ（稲葉実）
- キャロル・スペンサー（ジェシカの母）：メローラ・ハーディン（渡辺美佐）
- ブーガー・スペンサー（ジェシカの弟）：マット・ウェインバーグ（村上想太）
- ルール：アレクサンドラ・ホールデン
- キーシャの母：ジョディ・ロング
- モニーク：アシュリー・シンプソン
- クラブDJ：ミシェル・ブランチ
- マダムMAMBUZA：アンジー・ストーン（山口眞弓）
- ボンゴを演奏するMAMBUZAの店員：アダム・サンドラー（中村俊洋）

その他日本語吹き替え声優：麻丘夏未／石塚理恵／西田絵里／一城みゆ希／阿部桐子／滝沢ロコ／中博史／内田直哉／青木誠／斉藤次郎